# Teodor Vârnav
Teodor Vârnav (întâlnit și ca Vîrnav; n. 1 martie 1801, Florești, Moldova – d. 25 februarie 1868, Pociumbeni, Imperiul Rus) a fost un scriitor și traducător român. Născut în Moldova, s-a stabilit în Basarabia după anexarea acesteia în 1812 la sfârșitul războiului ruso-turc.
Istoria vieții mele de Teodor Vârnav, scrisă în anul 1845, este considerată prima opera autobiografică din literatura română.

## Biografie
Vârnav s-a născut la Florești, Moldova în familia unui stolnic. A primit educație acasă, inclusiv și limba greacă. În 1818 s-a stabilit în Basarabia. Prima perioadă a slujit la judecătoria de ținut din Hotin ca „scriitor în limba moldovenească”
Către 1822, a dobândit moșii lângă Iași și Hotin și a locuit în satul Burlănești (azi în raionul Edineț). În 1840, s-a mutat în satul Pociumbeni (azi în raionul Rîșcani), unde a locuit până la sfârșitul vieții, ocupându-se în agricultură.

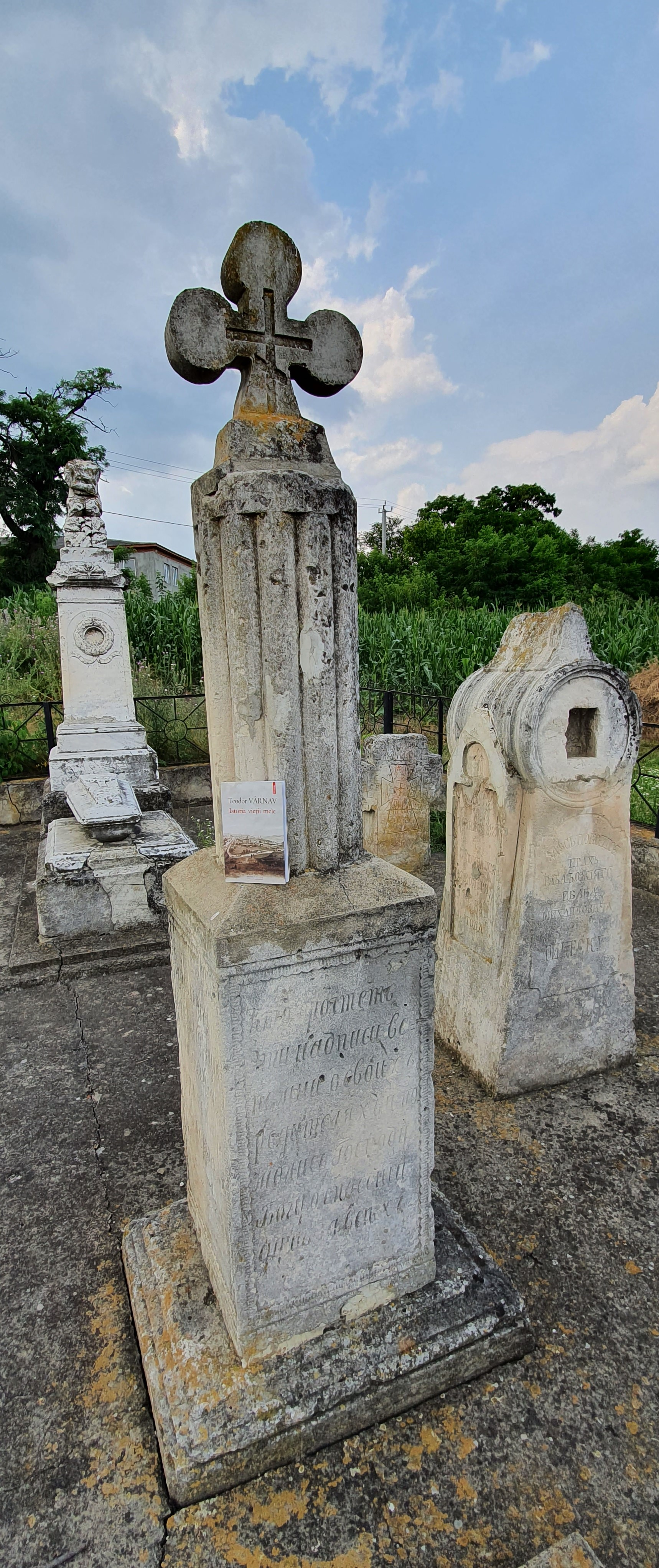
Mormântul lui Teodor Vârnav din Pociumbeni.

A fost autor de lucrări satirice și de poezie lirică. Doar satira Vecinul lacom a supraviețuit până în zilele noastre. A publicat în 1845 narațiunea autobiografică Istoria vieții mele. Folcloristul A. Horovei, căre a obținut manuscrisul acestei cărți, a publicat-o într-o ediție separată în 1908. În prefață, el scria că această lucrare este „unul dintre puținele documente care ne luminează viața la începutul secolului trecut [secolul al XIX-lea]”.

## Lucrări (selecție)
- «Istoria vieții mele». Cu o pref. de Artur Gorovei, Buc, 1908
- «Istoria vieții mele» (Fragmente), în vol. : Bogaci Gh. , Istru B., Portnoi R. «Literatura moldovenească a veacului XIX» − Chișinău, 1951